# Bathythrix montana
Bathythrix montana är en stekelart som först beskrevs av Otto Schmiedeknecht 1905.  Bathythrix montana ingår i släktet Bathythrix och familjen brokparasitsteklar. Arten är reproducerande i Sverige. Inga underarter finns listade.